# Strada provinciale 59 Monzuno
La strada provinciale 59 Monzuno è una strada provinciale italiana della città metropolitana di Bologna.

## Percorso
Comincia nella valle del Setta, in comune di Marzabotto ma presso la stazione di Monzuno-Vado, all'intersezione con la ex SS 325. Sale sui rilievi ad est del fiume entrando nel comune di Monzuno e segue in direzione sud il crinale che separa la valle del Setta da quella del Savena. Giunge così a Selve e a Monzuno. Da qui la provinciale prosegue verso est: durante la discesa nella valle del Savena incontra la frazione Lodole e, quando attraversa il torrente, è passata nel territorio di Loiano. La provinciale torna quindi in salita, passa per Bibulano di sopra e si conclude nel capoluogo comunale con l'incrocio con l'ex strada statale 65 della Futa.